# 中煤能源山東
中煤能源山東有限公司，中煤能源旗下公司，是在2008年由中国煤炭工业进出口集团日照有限公司、中国煤炭工业进出口集团青岛有限公司、中煤连云港进出口有限公司合併成立，主要業務煤炭出口、煤炭进口及商品煤国内销售；焦炭、煤炭制品、危化品、各类矿产品、化工产品、机电设备的销售与服务；煤炭及其衍生品检验、煤炭技术咨询与服务。現任總經理万祖安。
其主要資產包括山东、江苏地区建设1个集煤炭、焦炭储运、中转、加工、配送、信息、贸易。另外在2008年被中煤能源集團收購，並納入上市公司中煤能源，被國務院批准。

## 連結
- 中煤能源山東有限公司（页面存档备份，存于）